# 선거일 (대한민국)
대한민국의 선거일(選擧日)은 공직선거법에 의해 수요일로 지정되어 있다.
임기만료에 의한 선거의 경우, 대통령 선거는 그 임기만료 전 70일 이후 첫 번째 수요일, 국회의원 선거는 그 임기만료 전 50일 이후 첫 번째 수요일, 지방선거는 그 임기만료 전 30일 이후 첫 번째 수요일로 정하고 있다. 선거일 또는 선거일 전일이나 다음날이 공휴일일 경우, 그 다음 주의 수요일에 실시된다. 임기만료에 의한 선거일은 공휴일로 지정되어 있다. 사전 투표는 선거일 5일 전부터 2일 동안 운영되며, 거주지와 관계 없이 전국 모든 지역의 사전투표소에서 가능하다. 구·시·군 선거관리위원회는 관할구역의 읍·면 동마다 1개소씩의 투표소를 운영한다.
재보궐선거는 4월 첫째 수요일에 실시된다. 단, 지방자치단체장의 재보궐선거는 10월 첫째 수요일에도 실시된다.
대통령의 궐위로 인한 선거는 선거의 실시사유가 확정된 때부터 60일 이내에 실시하되, 선거일은 늦어도 선거일 전 50일까지 대통령 또는 대통령권한대행자가 공고하여야 한다.

## 같이 보기
- 대한민국의 선거
- 대한민국의 공휴일
- 대한민국 공직선거법